# Kőrössi P. József
Kőrössi P. József, családi nevén Papp; álnév: kápéjé (Nagyvárad, 1953. szeptember 9. –), költő, író, szerkesztő, könyvkiadó.

## Életútja
Középiskolát szülővárosában végzett (1971), majd postai távirat-kézbesítő. Első írásait a nagyváradi Fáklya, Ifjúmunkás, Igaz Szó közölte. Nevéhez fűződik a Kortárs Színpad megalapítása Nagyváradon. E keretben dramatizálta és rendezte Jean Cocteau Vásott kölykök című regényét. Az Ady Endre Irodalmi Kör vezetője (1978).
Folyóiratokban, gyűjteményes kötetekben és önálló kötetben is megjelent verseit a groteszk látásmód és parabola jellemzi, de a képzettársítások ötletjátékán is átüt a költő szigorúan következetes humanista társadalomkritikája. Szatirikus számonkérő levelével nyit a fiatal költők Kimaradt Szó című antológiája (1979), s Levél Kápéjének című válaszában fogalmazza meg az új csoportosulás ars poeticáját a kötet-szerkesztő Ágoston Vilmos. Itt szereplő prózaverse (A cirkuszigazgató nem jár cirkuszba) és a fiatal írók következő Ötödik Évszak című antológiájában megjelent versriportja (Egy belső kiállítás képeiből) a költőben "lassan érő lázadás" művészi jelzése.
1982-ben Magyarországra költözött, s itt a Móra Ferenc Könyvkiadó Kozmosz szerkesztőségének lektora, majd szerkesztőjeként (1985–1988) tevékenykedett, 1985–1988-ig a József Attila Kör titkári teendőit is ő látta el. 1989-ben a Holnap Kiadó egyik alapítója és szerkesztője, 1990-től A Holnap-Alapítvány az új irodalomért kuratóriumának elnöke. 1990–1996 között a Pesti Szalon Könyvkiadó egyik alapítója, majd irodalmi vezetője. 1996-tól a Noran Kiadó ügyvezető igazgatója és irodalmi vezetője. Számos irodalmi kötet és a Könyvjelző című havonta megjelenő kulturális magazin (2005–2008) szerkesztője.
Több, mint tíz éven keresztül a nagyváradi Törzsasztal című sorozat szerkesztője, szervezője (Szücs Lászlóval), beszélgetőtársai többek között: Bartis Attila, Benedek Szabolcs, Békés Pál, Csaplár Vilmos, Cserna-Szabó András, Dalos György, Darvasi László, Dragomán György,  Esterházy Péter, Forgách András, Füzi László, Garaczi Lszló, Grecsó Krisztián, Grendel Lajos, Háy János, Horváth Péter, Karafiáth Orsolya, Kemény István, Konrád György, Krusovszky Dénes, Kun Árpád, Kukorelly Endre, Ladik Katalin, Láng Zsolt, Nádas Péter, Nyáry Krisztián, Parti Nagy Lajos, Péterfy Gergely, Selyem Zsuzsa, Spiró György, Szabó T. Anna, Szilágyi Zsófia, Térey János,Tolnai Ottó, Tompa Andrea, Tompa Gábor, Tóth Krisztina, Tőzsér Árpád, Végel László, Vida Gábor, Visky András, Zoltán Gábor. (A hanganyag elérhető a Petőfi Irodalmi Múzeum archivumában)
Magyar Írók Novellái tematikus sorozat összeállítása és szerkesztése; benne többek között: Örmények, Mese a szamáremberről, Könnyező fák, Erdélyi csillagok, Kalotaszeg, A fotográfus, A könyvember,  Párizs, isten hozzád, Londoni eső, Egy éj Velencében, Berlin stb.

## Kötetei
- Valami elkerülhetetlen. Versek; Kriterion, Bukarest, 1978 (Forrás)
- Regényvázlat (versek, Budapest, 1984)
- A költészet másnapja (Válogatás fiatal költők műveiből, válogatta és szerkesztette Kőrössi P. József)
- Énisénse; Maecenas, Budapest, 1989
- Lomtalanítva égi és új versek, 1969–1996; Pesti Szalon, Budapest, 1996
- Elefántvadászat a gyermekszobában. Versek és gyermekversek; Noran, Budapest, 1998
- Ezópuszi állatmesék; Noran, Budapest, 1998 (Noran mesél)
- Nem ezt találtam. Történetek az emberbarlangból; Jelenkor–Noran, Pécs–Budapest, 2003
- Kik csókolóznak többet? Magyar írók novellái; gyűjt., vál., összeáll. Kőrössi P. József; Noran, Budapest, 2003
- Költők könyve, 2003. 93 vers, portré, (ön)életrajz, miniesszé; összeáll., szerk. Kőrössi P. József; Noran, Budapest, 2003
- Novellisták könyve (68 novella, portré, önéletrajz, miniesszé; összeáll., szerk. Kőrössi P. József, Noran, Budapest 2005)
- Makk Károly. Egy filmrendező világa; szerk. Balikó Helga, Létay Vera, Kőrössi P. József, interjúk Konrád György et al.; Noran, Budapest, 2006
- Szökés a halálból agyar írók az öngyilkosságról; gyűjt., összeáll. Kőrössi P. József; Noran, Budapest, 2006
- Időnk Eörsivel; összeáll., szerk. Kis János és Kőrössi P. József; Noran, Budapest, 2007
- Két kor gyermeke – A demokrácia szolgája, a hatalom kritikusa, Tóth Zoltán beszélgetőtársa, Kossuth Kiadó, 2013)
- Ez micsoda, János? Népi erotikus és obszcén történetek; vál., összeáll. Kőrössi P. József; Noran Libro, Budapest, 2013
- A magyar kártya. Beszélgetés Markó Bélával; Kossuth, Budapest, 2013, román nyelven: Ruleta maghiara, 2014, Curtea Veche)
- Csendes ulti – Tíz ülésben (Herényi Károly és Lendvai Ildikó beszélgetőtársa, Noran Libro Kiadó, 2014)
- Makk Károly: Szeretni kell – Egy élet filmkockái (Szerkesztette Kőrössi P. József, Dömötör Hannával, Kossuth Kiadó, 2014)
- Adventi hangulat. Könyv és tányéralátét egyben. 6x8 ünnepi tányéralátét; vál. Kőrössi P. József; Ventus Commerce, Budapest, 2014 (Gasztrokönyv)
- Hazám. Magyar értelmiségiek írásai; szerk. Kőrössi P. József; Noran Libro, Budapest, 2015
- A megrendülés segédigéi. EP, 1950–2016 (Emlékező könyv Esterházy Péterről); összeáll., szerk. Kőrössi P. József; Noran Libro, Budapest, 2016
- Szabadon élni – Heller Ágnes 1929–2019; összeállította és szerkesztette Kőrössi P. József, Kassai Zsigmond; Noran Libro Kiadó, 2019
- Az örök látogató – Konrád György 1933–2019; összeállította Kőrössi P. József, szerkesztette Szarka Károly; Noran Libro Kiadó, 2020
- Ücsörgünk a kávéházban Réz Palinál; Kossuth Kiadó, 2019
- Zsákutca két irányból – Köszönjük neked, Kondokátor!; Kossuth Kiadó, 2020
- Az örök látogató. Konrád György, 1933–2019; összeáll. Kőrössi P. József, szerk. Szarka Károly; Noran Libro, Budapest, 2020
- Vírus után a világ; szerk. Kőrössi P. József, Zámbó Kristóf; Noran Libro, Budapest, 2020
- Mágnes mellett a vas. Nőiszoba, transz, férfiszoba; gyűjt., összeáll., szerk. Kőrössi P. József, szöveggond. Mihancsik Zsófia; Noran Libro, Budapest, 2021 (Szigorúan fóliázott könyvek)
- Ajuszi; Noran Libro Budapest, 2022

## Díjak, elismerések
- Móricz Zsigmond-ösztöndíj (1984)
- IBBY-díj (Nagyvárad, 1999
- Magyar Kultúráért díj
- Jankó-Szép Noémi keramikus plakettje (2008)